# باول شولتسه
باول شولتسه (بالألمانية: Leopold Ernst Paul Schulze)‏ هو أستاذ جامعي وعالم أحياء وعالم حشرات وعالم حيوانات ألماني، ولد في 20 نوفمبر 1887 في برلين في ألمانيا، وتوفي في 13 مايو 1949 في روستوك في ألمانيا.